# Stolpersteine in Luxemburg

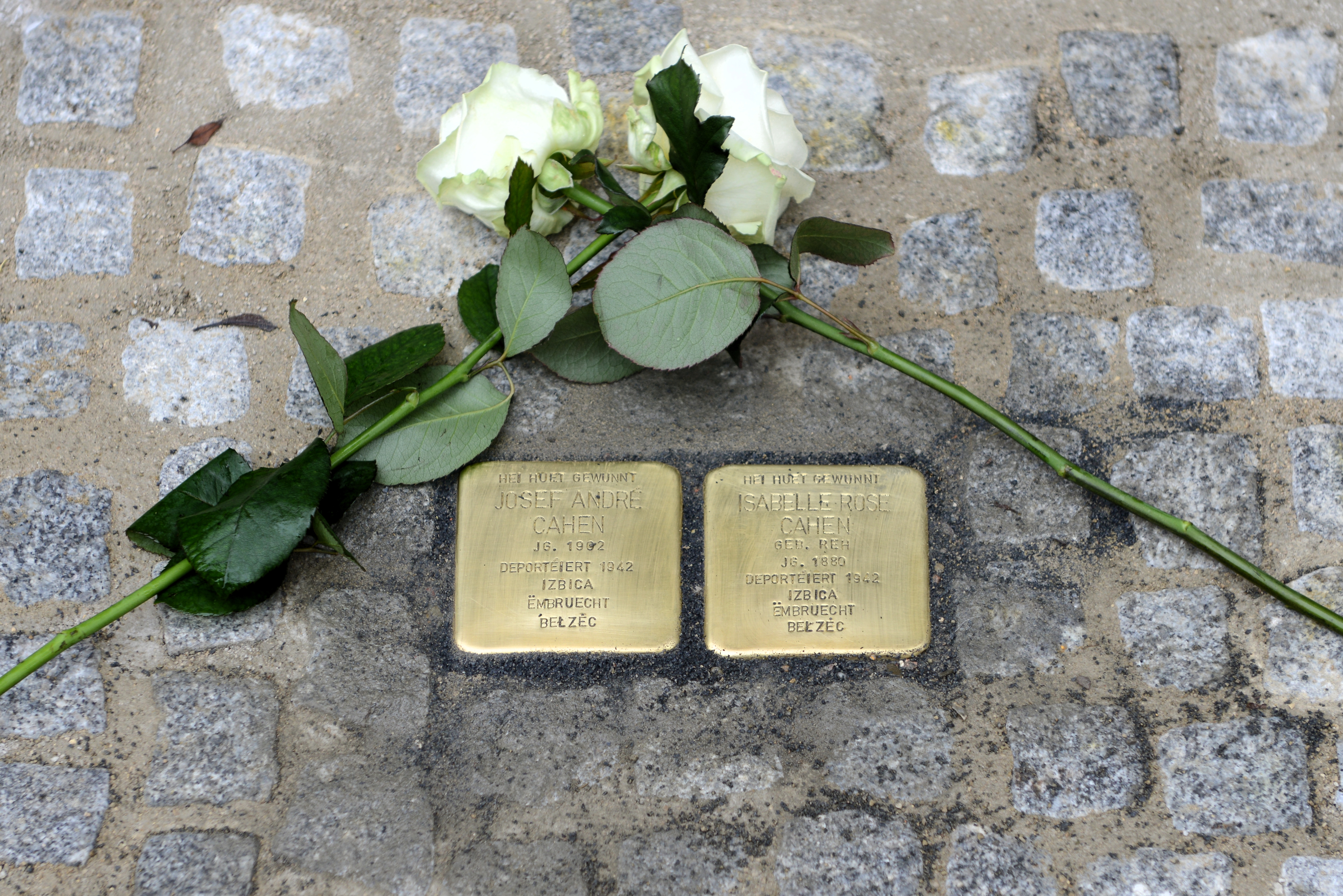
Stolpersteine für Isabelle und Joseph Cahen,
Differdingen 2014

Stolpersteine in Luxemburg sind Gedenksteine für Opfer der Nationalsozialisten, die im Rahmen des gleichnamigen Kunst-Projektes Stolpersteine von Gunter Demnig in drei Kantonen im Osten und Süden Luxemburgs in Straßenpflastern verlegt wurden. Sie erinnern an das Schicksal der Menschen dieser Nation, die vom NS-Regime ermordet, deportiert, vertrieben oder in den Suizid getrieben wurden.
Die Stolpersteine wurden von Gunter Demnig konzipiert und verlegt. Sie liegen im Regelfall vor dem letzten selbstgewählten Wohnort des Opfers und werden auf Luxemburgisch Stolpersteng genannt. Mit Ausnahme des Stolpersteines von Beles und der Stolperschwelle von Ettelbrück sind alle Inschriften auf Luxemburgisch, Nationalsprache des Landes seit 1984, verfasst.
Die erste Verlegung in Luxemburg erfolgte im Januar 2013. Seither verlegte Demnig insgesamt 88 Stolpersteine und eine Stolperschwelle in sieben luxemburgischen Gemeinden. (Stand: Januar 2018)

## Besetzung Luxemburgs und Verfolgung der Juden durch die Besatzer
Zu Beginn des Zweiten Weltkriegs lebten in Luxemburg rund 3.500 jüdische Menschen, etwas mehr als ein Prozent der Gesamtbevölkerung. Drei Viertel der jüdischen Bevölkerung stammten aus Osteuropa, viele waren nach der Machtergreifung der Nationalsozialisten im deutschen Reich nach Luxemburg geflüchtet. Deren Integration verlief weitgehend reibungslos. Am frühen Morgen des 10. Mai 1940 marschierte die deutsche Wehrmacht in Luxemburg ein. Sie verletzte damit den Neutralitätsstatus des Landes. Großherzogin Charlotte und die Regierung verließen unter Protest noch am selben Tag das Land. Am Tag der Besetzung und unmittelbar darauf wurden schätzungsweise 800 bis 2.500 der luxemburgischen Juden nach Frankreich evakuiert oder konnten dorthin fliehen. Einige kehrten in den Folgemonaten zurück, als sich die Lage zu beruhigen schien. Juden waren im kleinen Nachbarstaat Deutschlands zwar zunächst ihres Lebens sicher, wurden aber schrittweise ebenfalls Einschränkungen unterworfen. Am 5. September 1940 wurden die Nürnberger Gesetze in Luxemburg eingeführt, ab September 1941 mussten alle Juden den Gelben Stern tragen. Schon im November 1940 stellte die Luxemburger Verwaltungskommission freiwillig zwei Listen, mit insgesamt 751 Namen, von jüdischen Einwohnern Luxemburgs auf die sie später an deutsche Stellen weitergab. Im Mai 1941 verließ der letzte Konvoi Richtung Portugal das Land. Mitte Oktober 1941 lebten in Luxemburg nur mehr rund 750 Juden, die meisten davon alte Menschen. Das NS-Regime errichtete im ehemaligen Jesuitenkloster Fünfbrunnen ein Durchgangslager, das Jüdische Altersheim Fünfbrunnen. Von dort verließ am 16. Oktober 1941 ein Deportationszug mit 324 Menschen das Land Richtung Ghetto Litzmannstadt. Insgesamt wurden in acht Transporten 674 Menschen deportiert. Nur 36 überlebten.
Am 9. September 1944 wurde Luxemburg von alliierten Streitkräften befreit. Rund 2.000 Menschen der jüdischen Gemeinde von Luxemburg waren Opfer der Shoah geworden. Nur wenige Überlebende kehrten nach dem Untergang des NS-Regimes nach Luxemburg zurück. Im Juni 2015 entschuldigten sich Regierung und Parlament nach der Debatte über die Forschungsberichte der luxemburgischen Historiker Denis Scuto und Vincent Artuso für die Luxemburger Kollaboration bei der Judenverfolgung.

## Verlegungen

### Stolperschwelle

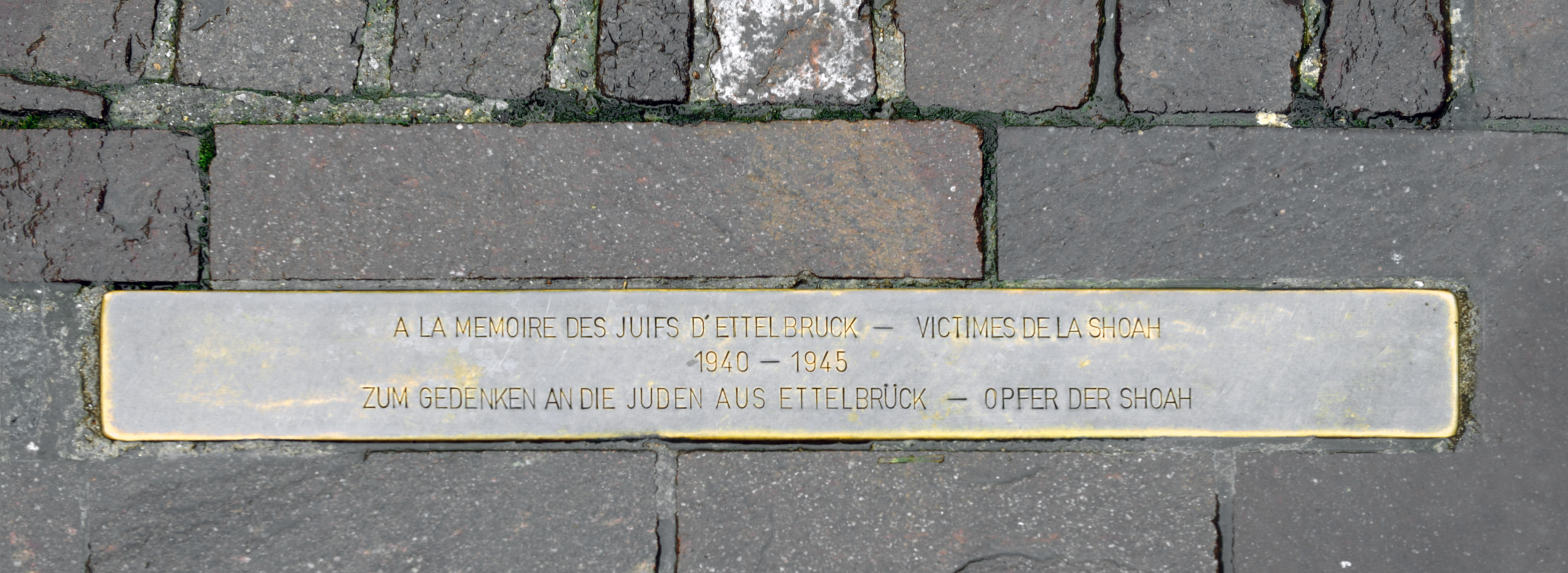
1940-1945 ZUM GEDENKEN AN DIE JUDEN AUS ETTELBRÜCK – OPFER DER SHOAH

Die Stadt Ettelbrück (luxemburgisch: Ettelbréck, französisch: Ettelbruck) ist die einzige Stadt des Landes, in welcher eine sogenannte Stolperschwelle kollektiv an die Opfer der Shoah erinnert. Sie wurde am 25. Januar 2013 in der Fußgängerzone verlegt, in Erinnerung an die 127 Juden aus Ettelbrück, die deportiert wurden und von denen in der Folge 105 ums Leben kamen, die meisten von ihnen in Konzentrationslagern.
Die Inschrift der Stolperschwelle ist zweisprachig gehalten, auf Französisch und Deutsch.

### Stolpersteine
In Esch an der Alzette (luxemburgisch: Esch-Uelzecht, französisch: Esch-sur-Alzette), der zweitgrößten Stadt des Landes, wurden am 22. Oktober 2013 von Gunter Demnig 14 Stolpersteine verlegt. Sie erinnern alle an Opfer der Shoah. Es ist geplant, auch für Widerstandskämpfer Stolpersteine zu verlegen. Parallel zur Verlegung der Stolpersteine zeigte das Musée national de la Résistance die Ausstellung Between Shade and Darkness – le sort des Juifs du Luxembourg de 1940 à 1945 (auf Deutsch: Zwischen Schatten und Finsternis – das Schicksal der Juden aus Luxemburg von 1940 bis 1945).
In Differdingen (luxemburgisch: Déifferdeng, französisch: Differdange) wurden am 28. Oktober 2014 im Rahmen der Ausstellung Quand Differdange devint "judenrein". Le jour où nos chemins se séparèrent 15 Stolpersteine verlegt. Am 5. November 2015 kamen weitere 23 dazu. Die Lebensdaten der Opfer beruhen auf Recherchen des Historikers Cédric Faltz. Er hatte diese 2014 im Auftrag der Stadt Differdingen, in Zusammenarbeit mit den Geschichtsfrënn Déifferdeng, für die Ausstellung zusammengestellt. Die Übersetzung des Ausstellungstitels auf Deutsch lautet: Als Differdingen "judenrein" wurde. Der Tag, an dem sich unsere Wege trennten.
Am 6. November 2015 wurde in Beles (luxemburgisch: Bieles, französisch: Belvaux) der erste Stolperstein in der Gemeinde Sassenheim (luxemburgisch: Suessem, französisch: Sanem) von Gunter Demnig verlegt.
Zum Abschluss der Erinnerungsfeierlichkeiten Mémoires communes - verfollegt, verdrängt, vergiess am 6. November 2015 wurden in Bad Mondorf (luxemburgisch Munneref, französisch Mondorf-les-Bains) elf Stolpersteine von Gunter Demnig verlegt. Mit den Stolpersteinen für Marie Faber-Siebenaler und Bernard Weber wurden auch Stolpersteine für Widerstandskämpfer verlegt. Die Lebensdaten der Mondorfer Opfer basieren auf Arbeiten des Historikers Daniel Thilman. In Bad Mondorf wurde außerdem die alte Synagoge in der Rue du Moulin am 18. Oktober 2015 nach Renovierungsarbeiten neu eingeweiht. Sie wurde zum Sitz der gemeinnützigen Vereinigung MemoShoah in Luxemburg.
Die Stolpersteine von Remich sind 13 Opfern der Shoah und vier Überlebenden gewidmet. Zusätzlich zu den Stolpersteinen errichtete die Gemeinde am 24. Juni 2016 in Zusammenarbeit mit MemoShoah einen Shoah-Gedenkplatz.
Am 16. März 1942 wurde die Stadt Grevenmacher in NS-Terminologie als „judenrein“ deklariert. Das Bulletin municipal der Stadt schildert diese Aktion im Jahr 2017 so: „Mit dem Abtransport von Selma Sommer ins Sammel- und Internierungslager Fünfbrunnen (LUX) zerstörte das NS-Regime endgültig das friedvolle Zusammenleben zweier Religionsgemeinschaften in der Moselmetropole.“ 75 Jahre danach verlegte Demnig sieben Stolpersteine für die Juden der Stadt. Im Vorprogramm zu den Verlegungen wurde der Film Son of Saul gezeigt, der israelische Historiker Gideon Greif referierte über die Sonderkommandos in den Vernichtungslagern und André Ney veranstaltete eine Konferenz über Déi Macher Juden auf Luxemburgisch.
Die gleichzeitige Verlegung von Stolpersteinen für elf Luxemburger Zwangsrekrutierte und vier Juden 2021 in Junglinster führte zu einer scharfen Kontroverse. Die lebensgeschichtliche Erinnerung an die Einzelschicksale der Opfer brach die Luxemburger Diskussion über eine mögliche Geschichtsklitterung und den angemessenen Umgang mit den unterschiedlichen Opfergruppen der Juden, Widerstandsmitglieder und Zwangsrekrutierten wieder auf.

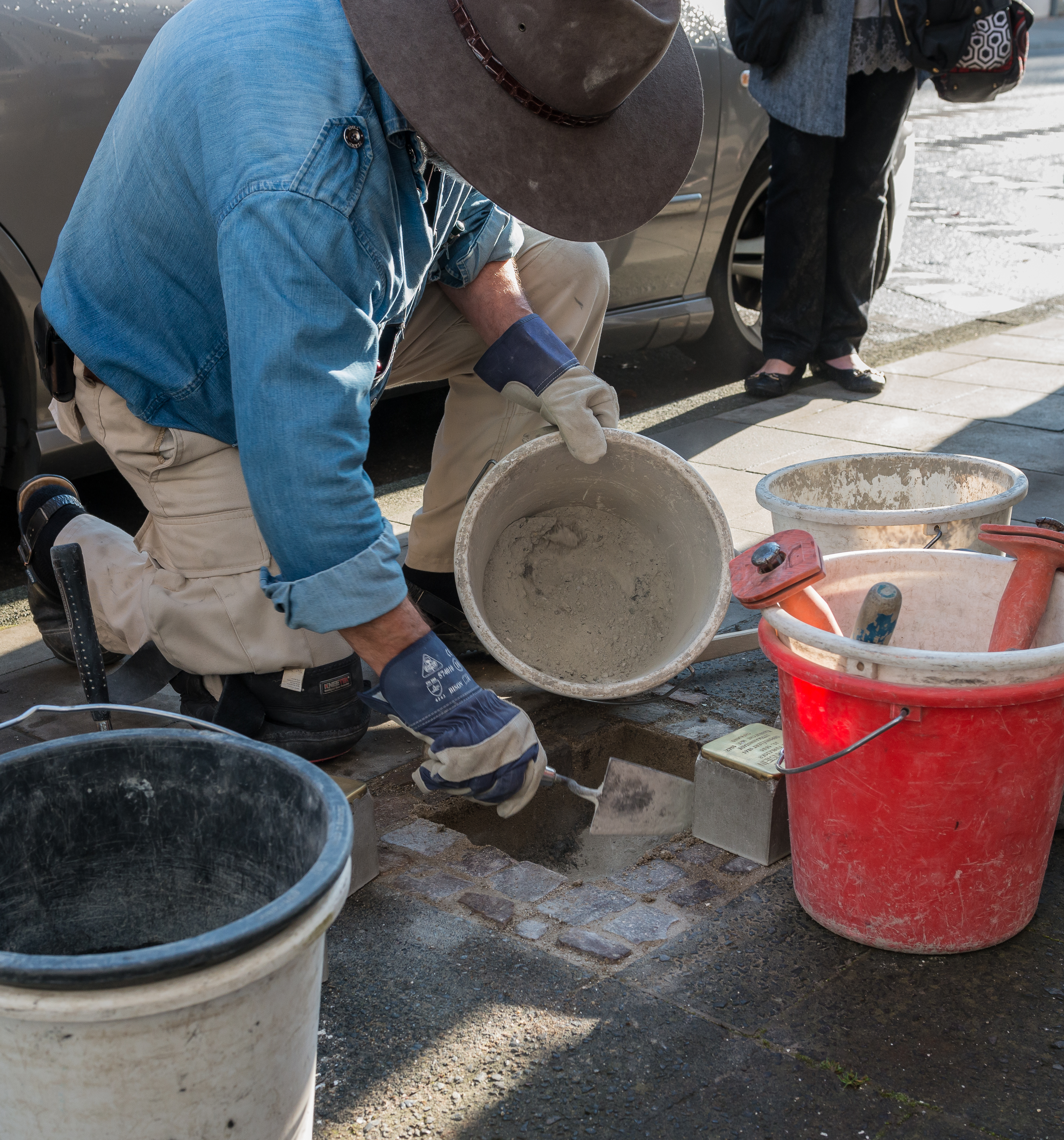
Differdingen
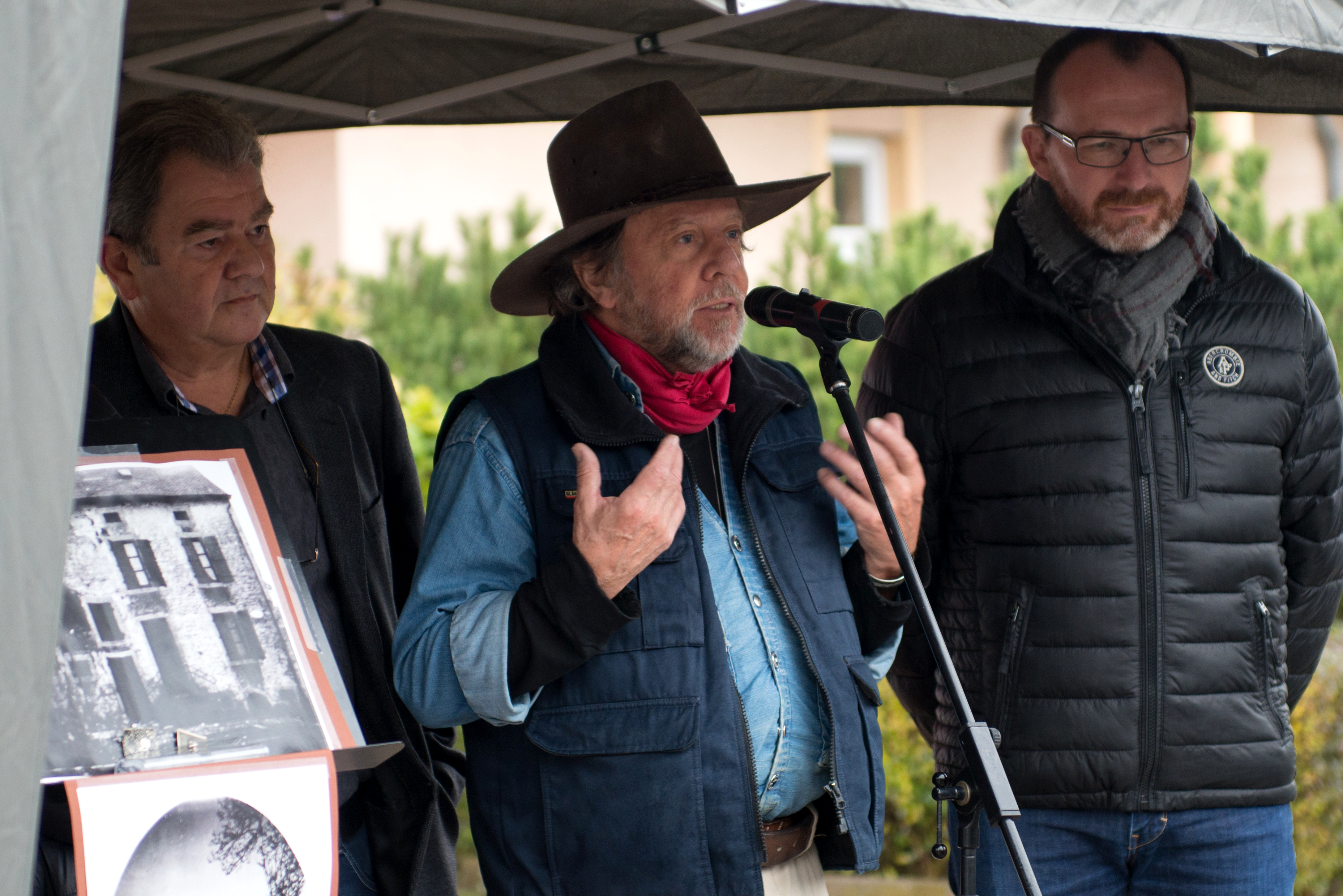
Beles
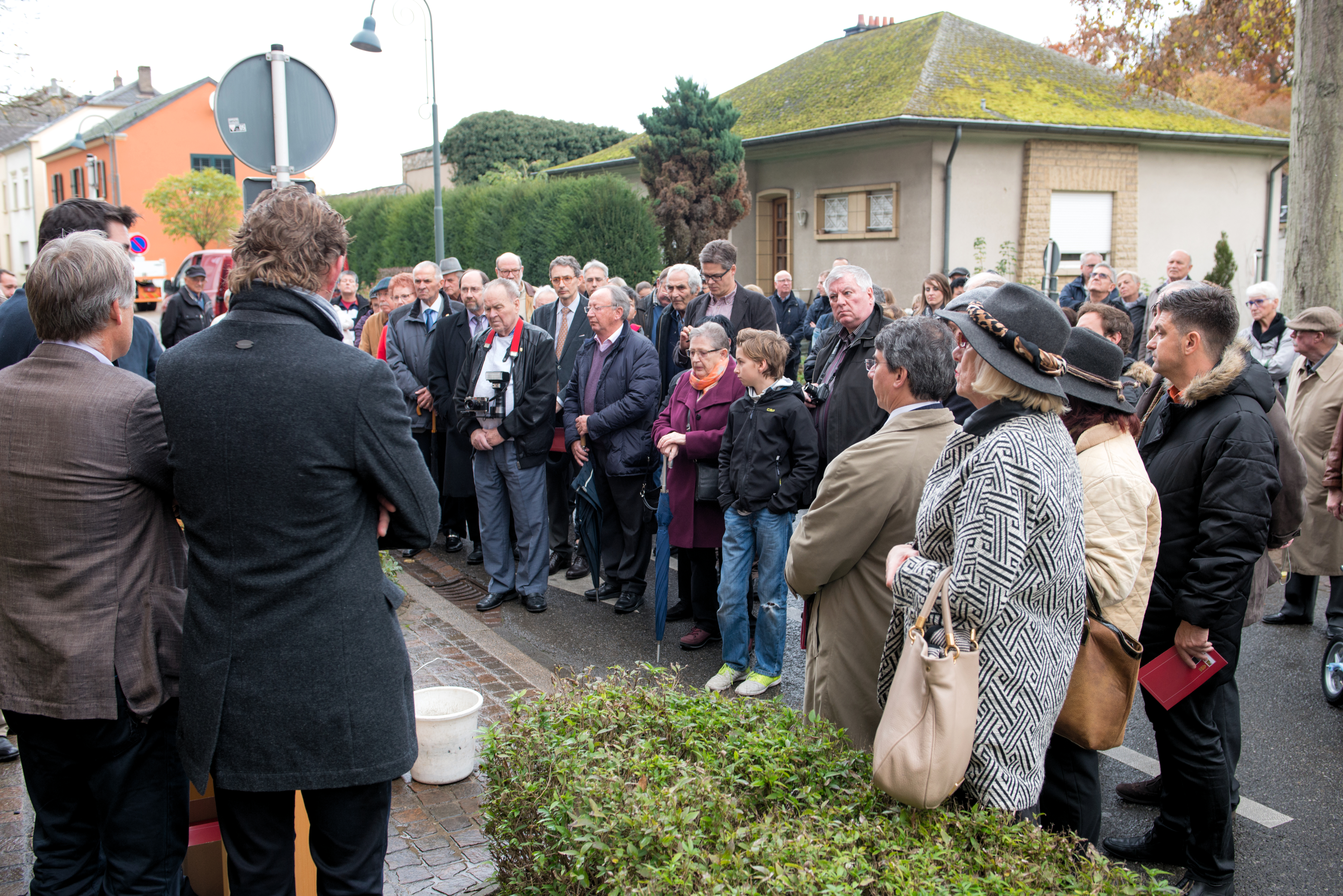
Bad Mondorf
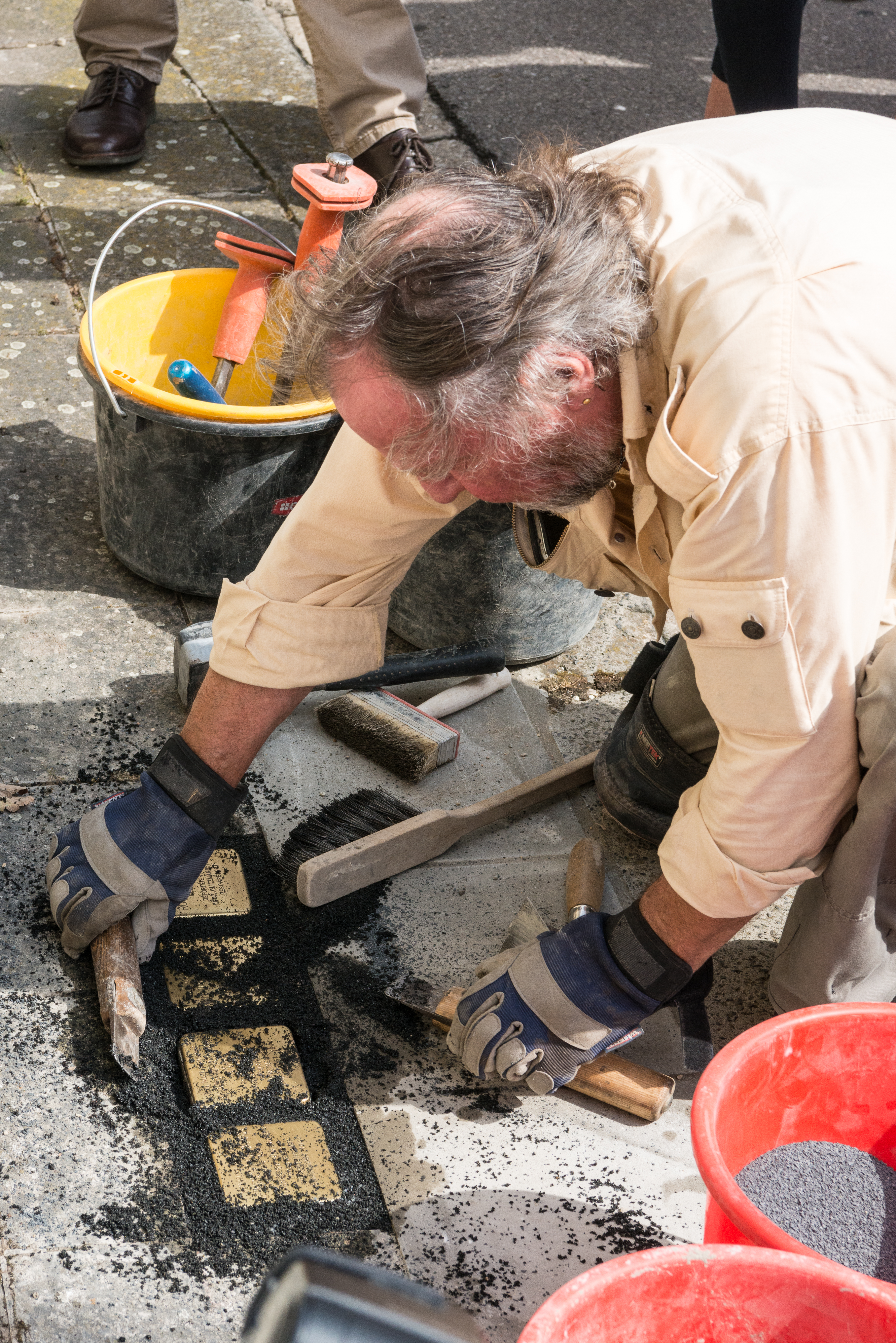
Remich

## Liste der verlegten Stolpersteine
| Ort                 | Kanton              | Erstverlegung | Anzahl              | letzte Verlegung | Fotos | Liste |
| ------------------- | ------------------- | ------------- | ------------------- | ---------------- | ----- | ----- |
| Bad Mondorf         | Remich              | 6. Nov. 2015  | 11                  | 6. Nov. 2015     |       |       |
| Beles               | Esch an der Alzette | 6. Nov. 2015  | 1                   | 6. Nov. 2015     |       |       |
| Differdingen        | Esch an der Alzette | 28. Okt. 2014 | 38                  | 5. Nov. 2015     |       |       |
| Echternach          | Echternach          | 27. Juni 2019 | 27                  | 18. Juni 2021    |       |       |
| Esch an der Alzette | Esch an der Alzette | 22. Okt. 2013 | 31                  | 23. Apr. 2021    |       |       |
| Ettelbrück          | Diekirch            | 25. Jan. 2013 | 1 (Stolperschwelle) | 25. Jan. 2013    |       |       |
| Grevenmacher        | Grevenmacher        | 10. März 2017 | 7                   | 10. März 2017    |       |       |
| Junglinster         | Grevenmacher        | 12. Okt. 2021 | 15                  | 12. Okt. 2021    |       |       |
| Remich              | Remich              | 24. Juni 2016 | 17                  | 24. Juni 2016    |       |       |
| Schifflingen        | Esch an der Alzette | 23. Apr. 2021 | 4                   | 23. Apr. 2021    |       |       |